# Arilena Ara
Arilena Ara, född 17 juli 1998 i Shkodra, är en albansk sångerska. Den 31 mars 2013 stod hon som segrare i den andra säsongen av X Factor Albania.
Ara deltog år 2010 i det albanska talangprogrammet för barn, Gjeniu i Vogël, där hon slutade på tredje plats. 
Under hösten 2012 sökte hon till den albanska versionen av The X Factor. Där tog hon sig vidare till X Factors livesända program med sångerskan Tuna som coach. Ara lyckades ta sig vidare till finalen där hon ställdes mot Aldo Bardhi och gruppen Natyral. Väl i finalen vann hon tävlingen före Bardhi på andra plats och Natyral som trea.
Ara är därmed X Factor Albanias andra segrare, och den andra kvinnan i rad att vinna tävlingen då dess första vinnare var Sheila Haxhiraj.
Arilena Ara släppte sin debutsingel "Aeroplan" i februari 2014. Låten komponerades av den framgångsrike makedonske kompositören Darko Dimitrov med text av Rozana Radi.

### Fotnoter
1. 1 2  ”X-Factor 2, fiton Arilena” (på albanska). Vipat. 1 april 2013. http://vipat.info/x-factor-2-fiton-arilena/.